# Chiesa di Santa Maria della Grata
La chiesa di Santa Maria della Grata è una chiesa oggi scomparsa del centro storico di Forlì.

## Nome e localizzazione
La chiesa assunse tale nome per l'esistenza di una grata a protezione di un'immagine della Madonna col Bambino. Il fatto aveva evidentemente colpito l'immaginario popolare, dato che il luogo è tuttora ricordato dalla odonomastica: la strada dove sorgeva la chiesa si chiama infatti  via della Grata; inoltre, l'area dove tale via si allarga, presso l'incrocio con l'attuale via San Giovanni Bosco (già via del Macello), è ugualmente conosciuta come piazzetta della Grata.

## Storia
La Cronaca Albertiniana, che costituisce è documento fondamentale per l'antica cronografia della città di Forlì in quanto l'anonimo autore poté consultare un'ampia documentazione notarile oggi scomparsa, ci permette di sapere che l'atto più antico riguardante la chiesa risale al 1568.
L'interno della chiesa era decorato da varii e prestigiosi affreschi di Francesco Menzocchi.
Qui fu la sede della  Congregazione dei 63 sacerdoti, un istituto presente anche in altre città italiane, come ad esempio a Napoli, in cui appunto esisteva la chiesa della Congregazione dei 63 sacerdoti. Nel 1772 furono date alle stampe le Regole della Congregazione.
A causa delle tensioni internazionali di quegli anni, nel 1774 truppe spagnole si trovarono a passare per Forlì: ne derivò il sequestro provvisorio della chiesa, che fu, sia pure per breve tempo, impiegata come deposito per la polvere da sparo dell'artiglieria. La chiusura definitiva avvenne, invece, durante la dominazione napoleonica, quando l'edificio fu venduto dal demanio francese ad un tal Giacomo Cicognani, che demolì la parte superiore del campanile e trasformò l'edificio: certamente, in un magazzino di legname, e forse, cogliendo l'occasione dell'essere la chiesa vicino al canale di Ravaldino che qui si avvia ad uscire dalle mura cittadine, in un mulino. Se invece, come riferiscono altre fonti, la trasformazione in mulino non dipese già dal Cicognani, allora fu il nuovo proprietario, l'ingegnere Domenico Casamurata, a volerla, nel 1811. Il mulino era ovviamente noto come  mulino della Grata (o  Molino della Grata).
Con successivi proprietari, si ebbero ulteriori destinazioni d'uso, benché sempre nell'ambito economico: fabbrica di concimi, luogo di pilatura del riso, raffineria di zolfo.